# Coincourt
Coincourt je francouzská obec v departementu Meurthe-et-Moselle v regionu Grand Est. V roce 2013 zde žilo 141 obyvatel.

## Geografie
Obec leží u hranic departementu Meurthe-et-Moselle s departementem Moselle. Sousední obce jsou: Bezange-la-Petite (Moselle), Moncourt (Moselle), Mouacourt, Parroy, Réchicourt-la-Petite a Xures.

## Vývoj počtu obyvatel
Počet obyvatel